# پنج (قوم‌سنگیر)
پنج جماعت و شهرکی در جنوب غربی کشور تاجیکستان است که در ناحیهٔ قوم‌سنگیر ولایت ختلان قرار دارد. جمعیت این جماعت ۲۲۶۴۴ است.